# Conus punctinarius
Conus punctinarius é uma espécie de gastrópode do gênero Conus, pertencente a família Conidae.